# Віллібальд Ган
Віллібальд Ган (нім. Willibald Hahn; 31 січня 1910, Відень — 31 травня 1999, там само) — австрійський футболіст і футбольний тренер. Виступав на позиції півзахисника. Як тренер володар Кубка Німеччини.

## Клубна кар'єра
На найвищому рівні розпочав кар'єру в клубі «Флорідсдорфер». У 1933 році пробував свої сили в клубі «Аустрія», але не зумів закріпитися у складі. Один сезон провів у Франції в клубі «Бастід'єн» (Бордо), після чого повернувся на батьківщину. Грав у клубах «Фаворітер» і «Відень». Сезон 1937-38 провів у команді «Адміра» (Відень). Був учасником матчів кубка Мітропи 1937.

## Кар'єра тренера
Рано розпочав тренерську діяльність у норвезькому клубі «Мосс». Також у Норвегії працював з клубом «Волеренга». З 1952 по 1955 рік у 31 матчі керував збірною Норвегії. В тому числі в матчах відбору до чемпіонату світу 1954.
У 1956—1958 роках тренував команду «Баварія» (Мюнхен). Здобув з клубом перший у її історії Кубок Німеччини. У 1957 році «Баварія» у фіналі переграла з рахунком 1:0 команду «Фортуна» (Дюссельдорф).
У 1958—1959 роках у 6 матчах керував збірною Швейцарії. Протягом наступних років працював у Німеччині у клубах нижчих дивізіонів.
Помер 31 травня 1999 у Відні.

## Досягнення
- Володар Кубка Німеччини (1):

«Баварія»: 1957

## Статистика виступів

### Статистика виступів у кубку Мітропи
| №                      | Розіграш               | Стадія                 | Дата та місце проведення | Команда 1              | Рахунок | Команда 2       | Голи |
| ---------------------- | ---------------------- | ---------------------- | ------------------------ | ---------------------- | ------- | --------------- | ---- |
| 1                      | 1937                   | 1/8                    | 13.06.1937 Відень        | Адміра (Відень)        | 1:1     | Спарта (Прага)  |      |
| 2                      | 1937                   | 1/8                    | 25.06.1937 Прага         | Спарта (Прага)         | 2:2     | Адміра (Відень) |      |
| 3                      | 1937                   | 1/8 перегр.            | 29.06.1937 Будапешт      | Спарта (Прага)         | 0:2     | Адміра (Відень) |      |
| 4                      | 1937                   | 1/4                    | 4.06.1937 Відень         | Адміра (Відень)        | 2:2     | Дженова 1893    |      |
| Всього у кубку Мітропи | Всього у кубку Мітропи | Всього у кубку Мітропи | Всього у кубку Мітропи   | Всього у кубку Мітропи | 6       |                 | 0    |